# Градуси
«Градуси» — російська поп-рок група зі Ставрополя.

## Історія
Група «Градуси» виникла у 2008 році, її учасники, які до цього брали участь у різних музичних колективах, зібрались разом. Роман Пашков і Руслан Тагієв (DJ BAK$) написали пісні «Режиссёр», «7:00», «Время моё», «Бродяга», «Радио Дождь» і ін. Потім до них приєднались басист Дмитро Бахтинов і колишній барабанщик групи «Город 312» Віктор Голованов.
Пісня «Режиссёр», що з'явилась восени 2009 року, отримала сильну ротацію в ефірі багатьох радіостанцій: Европа Плюс, Русское радио, Свежее радио, Хит FM, а також зайняла високі місця в хіт-парадах(чартах). За підсумками 2009 року пісня зайняла 6 місце в чарті найбільш скачуваних цифрових синглів у Росії. Також пісня досягла першого місця в російському радіочарті. Відеокліп на цю композицію попав на MTV і МУЗ-ТВ, і брав участь у програмі «Русская Десятка».
Другий сингл групи — «Кто ты» — досяг 11 місця
. 18 червня 2010 року пісня дебютувала на 2 позиції російського чарту цифрових синглів.
Сингл групи, «Я больше никогда», дебютував на 9 рядку російського чарту цифрових синглів.
3 травня 2011 року вийшов перший альбом групи «Голая». В пластинку ввійшло 11 композицій, у тому числі «Режиссер», «Кто ты», «Я больше никогда», які вже стали хітами.
6 лютого 2013 року група випустила відеокліп на пісню «Я всегда помню о главном».
29 жовтня 2013 прем'єра кліпу «Радио Дождь».
10 квітня 2014 «Градуси» випустили сингл «Грязные стёкла».
29 квітня 2014 року відбувся реліз другого студійного альбому «Чувство ловкости» в iTunes.
10 грудня 2014 група «Градуси» випустила свій восьмий відеокліп «Привычка сбегать из дома».
15 квітня 2015 року Роман Пашков презентував свій сольний проект Pa-Shock.
22 вересня 2015 року Руслан Тагієв разом з Тимуром Карабаєвим презентував свій сольний проект «Карабасс» і презентував кліп на сингл «Бездельник».
В лютому 2016 року на своєму офіційному сайті група повідомила про повернення.
В 2018 році гурт виступав на концерті, присвяченому відкриттю Кримського моста

## Склад групи
- Руслан Тагієв — вокал.
- Роман Пашков — вокал.
- Арсен Бегляров — гітара.
- Віктор Голованов — ударні.
- Дмитро Бахтінов (Fidel) — бас-гітара.

## Дискографія
- 2011 — Голая (альбом)
- 2014 — Чувство ловкости
- 2016 — Градус 100

## Концерти
Перший концерт група відіграла під назвою «Градус 100» через півтора місяця активних репетицій — 29 травня 2008 року.
19 вересня 2011 року група відіграла концерт у Києві.

## Відеокліпи
- «Режиссёр»(укр. «Режисер») — в Інтернеті відеокліп був випущений 6 листопада 2009 року, офіційна прем'єра відбулася 19 листопада 2009 року в клубі «16 тонн».[9]
- «Кто ты»(укр. «Хто ти») — в Інтернеті клип з'явився 20 квітня 2010 року. Відео практично повністю повторює кліп «Bad Blood» групи Supergrass.

- «Я больше никогда»(укр. «Я більше ніколи») — прем'єра відбулася 15 жовтня 2010 року.
- «Голая»(укр. «Гола») — прем'єра кліпа відбулася 15 лютого 2011 року.

## Серіал «Летючі Конкорди»
Численні пісні в американському телесеріалі «Летючі Конкорди» були адаптовані і виконані групою «Градуси».

## Нагороди та премії
- У 2010 році група «Градуси» стала номінантом на премію Муз-ТВ у номінаціях «Прорив року» і «Найкраща пісня».[10]
- «Градуси» отримали музичну премію «Золотой граммофон» за пісню «Режиссёр».

- 26 листопада 2011 року — Номінанти XVI церемонії вручення премії «Золотой граммофон» за пісні «Я больше никогда» і «Голая».